# Монбазон, Луи VIII де Роган
Луи VIII (VII) де Роган (фр. Louis VIII (VII) de Rohan; 5 августа 1598 — 18 февраля 1667, Париж), герцог де Монбазон, пэр Франции, принц де Гемене — французский придворный.

## Биография
Сын Эркюля де Рогана, герцога де Монбазона, и Мадлен де Ленонкур.
Сеньор де Кувре в Бри и Ле-Верже в Анжу (по праву жены). Губернатор города и замка Нант.
Первоначально титуловался графом де Рошфором. 2 февраля 1619 с церковного разрешения женился на Анне де Роган (20.04.1606—13.04.1685), принцессе де Гемене, дочери Пьера де Рогана, принца де Гемене, и Мадлен де Рьё, приходившейся ему двоюродной сестрой, после чего принял титул принца де Гемене.
По словам герцога де Сен-Симона:

Принц де Гемене был наделен незаурядным умом, хотя и уступал в этом отношении своей жене Анне де Роган, дочери Пьера, принца де Гемене, старшего брата его отца. Принц де Гемене, Анна де Роган и мадам де Шеврёз всю жизнь действовали заодно; четвертой в их союзе была вторая жена их отца, не уступавшая им ни умом, ни склонностью к интригам; и что может показаться почти чудом, так это то, что, хотя все три женщины были хороши собой и отнюдь не бежали любви, ни красота, ни любовные связи ни разу не стали поводом для соперничества или ссоры между ними. Принц де Гемене был не только слишком проницателен, чтобы происходящее в доме оставалось для него тайной, но и находил в том собственную выгоду, а следовательно, не только одобрял действия своих домочадцев, но и был посвящен в их планы, хотя никто из посторонних об этом не догадывался: все это являет собой достойный подражания урок для тех, кто желает возвышения дома, где есть красавицы, умеющие извлекать пользу из своих прелестей, и нет нужды напоминать, сколь счастлив оказался этот урок для дома Роганов и сколь успешно месье де Субиз последовал ему в свое время.— Герцог де Сен-Симон. Мемуары. 1691—1701. — М., 2007. — С. 406—407
31 декабря 1619, еще в качестве графа де Рошфора, был пожалован в рыцари орденов короля. Этого отличия удостоился, будучи шурином коннетабля де Люина. «Сверх того месье де Люин добился, что он шел первым среди принятых в Орден дворян, то есть непосредственно за ним самим, занимавшим последнее место среди герцогов. Тем не менее принц де Гемене в течение тридцати пяти лет, вплоть до смерти своего отца, всегда уступал место дворянам, ранее него принятым в Орден Святого Духа, не выказывая при этом ни обид, ни претензий».
В 1621 году стал наследником должности губернатора Иль-де-Франса, Суассона, Нуайона и прочего. В 1636 году участвовал в Пикардийской кампании, 24 мая 1654 в коронации Людовика XIV, воевал с испанцами в Нидерландах.
В 1654 году наследовал своему отцу как герцог де Монбазон и великий ловчий Франции. Был государственным советником и губернатором Дурдана. Умер в своем доме в Париже. Погребен в основанной им церкви матюренов в Кувре.
Дети:
- Шарль II (1633—1699), герцог де Монбазон. Жена (1653): Жанна-Арманда де Шомберг (ок. 1632—1706), дочь графа Анри де Шомберга, маршала Франции, и Анны де Ла-Гиш
- Луи (ок. 1635—27.11.1674), шевалье де Роган, великий ловчий Франции